# Clemens Nartschik
Clemens Nartschik (* 11. März 1921 in Bautzen; † 21. April 2021) war ein deutscher Chirurg.

## Leben
An der domstiftlich-katholischen Oberschule in Bautzen bestand er 1939 die Abiturprüfung. Gleich danach zum Heer (Wehrmacht) einberufen, konnte er an der Ludwig-Maximilians-Universität München 
Medizin studieren. Nach einem Militäreinsatz bestand er an der Schlesischen Friedrich-Wilhelms-Universität Breslau das Physikum. Es folgte die Abkommandierung in ein Lazarett. Als Soldat setzte er sein Studium in München fort. Nach der Notapprobation im April 1945 erlebte Nartschik das Kriegsende als Unterfeldarzt in einem Lazarett. Als Kriegsgefangener wurde er zum Assistenzarzt ernannt. 1946/47 folgte die Assistenzzeit in der Chirurgischen Abteilung vom Klinikum Bayreuth. Dort legte er das reguläre Staatsexamen ab. 1946 wurde er in München zum Dr. med. promoviert. 1947 wechselte er ins heimatliche Bautzen, zunächst in die Innere Abteilung zu Wilhelm Haring; er entschied sich aber für die chirurgische Facharztausbildung bei Hermann Kästner, die er 1953 abschloss. Von 1954 bis 1966 war er Oberarzt bei Heinz Funke im Bezirkskrankenhaus Görlitz. 1966 wurde er zum Chefarzt der Chirurgischen Abteilung des katholischen St. Elisabeth-Krankenhauses Leipzig berufen. Dort setzte er sich für den Bau einer Krankenpflegeschule ein. Später war er auch Ärztlicher Direktor des Hauses. Einige seiner Schüler wurden in leitende Positionen berufen, so in Magdeburg Peter Heinrich und Winfried Mokros. Anfang der 1970er Jahre führte Nartschik neue endoskopische Verfahren und Osteosynthesen ein. Er erkannte die Bedeutung der Ultraschalldiagnostik auch für die Chirurgie. Die Gründung der Anästhesiologischen Gesellschaft der DDR und die Förderung der Handchirurgie sind mit seinen Namen verbunden. Außer chirurgischem Fachwissen vermittelte Nartschik seinen Assistenten auch christliche Wertvorstellungen. 2012 wurde er in den Seniorenbeirat des Leipziger Caritasverbandes gewählt.